# Finale del campionato europeo maschile di calcio 1980
La finale del campionato europeo di calcio 1980 si tenne il 22 giugno 1980 allo stadio Olimpico di Roma, in Italia, tra le nazionali di Belgio e della Germania Ovest, che vinse incontro e titolo con il punteggio di 2-1.

## Le squadre
| Squadre        | Finali disputate in precedenza (il grassetto indica la vittoria) |
| -------------- | ---------------------------------------------------------------- |
| Germania Ovest | 2 (1972, 1976)                                                   |
| Belgio         | Nessuna                                                          |

## Cammino verso la finale
La Germania Ovest nella fase finale dell'Europeo italiano, supera la Cecoslovacchia per 1-0 ottenendo la rivincita per la sconfitta in finale di quattro anni prima; segue un 3-2 a Napoli contro i Paesi Bassi che sancisce la qualificazione anticipata in finale, prima dell'ininfluente 0-0 contro la Grecia.
Dall'altra parte, il Belgio sembra destinato a contendere il terzo posto del girone alla Spagna, avendo contro la più quotata Inghilterra oltreché i padroni di casa dell'Italia. Dopo il pareggio per 1-1 contro i Leoni, arriva la vittoria contro le Furie Rosse che proietta i belgi alla sfida di Roma contro gli Azzurri, decisiva per il primo posto e conseguente accesso alla finale: la partita, giocata sotto un clima afoso, è lenta e scivola via senza brividi, sicché lo 0-0 finale porta i Diavoli Rossi a giocarsi il titolo.

### Tabella riassuntiva del percorso
Note: In ogni risultato sottostante, il punteggio della finalista è menzionato per primo.
| Pos. | Squadra        | Pt | G | V | N | P | GF | GS | DR |
| ---- | -------------- | -- | - | - | - | - | -- | -- | -- |
| 1.   | Germania Ovest | 5  | 3 | 2 | 1 | 0 | 4  | 2  | +2 |
| 2.   | Cecoslovacchia | 3  | 3 | 1 | 1 | 1 | 4  | 3  | +1 |
| 3.   | Paesi Bassi    | 3  | 3 | 1 | 1 | 1 | 4  | 4  | 0  |
| 4.   | Grecia         | 1  | 3 | 0 | 1 | 2 | 1  | 4  | −3 |

| Pos. | Squadra     | Pt | G | V | N | P | GF | GS | DR |
| ---- | ----------- | -- | - | - | - | - | -- | -- | -- |
| 1.   | Belgio      | 4  | 3 | 1 | 2 | 0 | 3  | 2  | +1 |
| 2.   | Italia      | 4  | 3 | 1 | 2 | 0 | 1  | 0  | +1 |
| 3.   | Inghilterra | 3  | 3 | 1 | 1 | 1 | 3  | 3  | 0  |
| 4.   | Spagna      | 1  | 3 | 0 | 1 | 2 | 2  | 4  | −2 |

## Tabellino
| Arbitro: | Rainea |

|                  |           |                         |
| Hrubesch 10’ 88’ | Marcatori | 75’ (rig.) Vandereycken |

| Germania Ovest | Belgio |

| Germania Ovest (5-2-1-2) |    |                       |     |     |
|                          |    |                       |     |     |
| P                        | 1  | Harald Schumacher     |     |     |
| D                        | 20 | Manfred Kaltz         |     |     |
| D                        | 5  | Bernard Dietz         |     |     |
| D                        | 15 | Uli Stielike          |     |     |
| D                        | 4  | Karlheinz Förster     | 59’ |     |
| D                        | 2  | Hans-Peter Briegel    |     | 55’ |
| C                        | 6  | Bernd Schuster        |     |     |
| C                        | 10 | Hansi Müller          |     |     |
| C                        | 8  | Karl-Heinz Rummenigge |     |     |
| A                        | 9  | Horst Hrubesch        |     |     |
| A                        | 11 | Klaus Allofs          |     |     |
| Sostituzioni:            |    |                       |     |     |
| C                        | 12 | Bernhard Cullmann     |     | 55’ |
| CT:                      |    |                       |     |     |
| Jupp Derwall             |    |                       |     |     |

| Belgio (4-4-2) |    |                       |     |
|                |    |                       |     |
| P              | 12 | Jean-Marie Pfaff      |     |
| D              | 2  | Eric Gerets           |     |
| D              | 4  | Walter Meeuws         |     |
| D              | 3  | Luc Millecamps        | 35’ |
| D              | 5  | Michel Renquin        |     |
| C              | 6  | Julien Cools          |     |
| C              | 8  | Wilfried Van Moer     |     |
| C              | 7  | René Vandereycken     | 55’ |
| C              | 17 | Raymond Mommens       |     |
| A              | 9  | François Van der Elst | 89’ |
| A              | 11 | Jan Ceulemans         |     |
| CT:            |    |                       |     |
| Guy Thys       |    |                       |     |